# Hôtel Jouffroy
L'hôtel Jouffroy (également appelé maison Jouffroy, maison Jouffroy de Luxeuil ou hôtel Jouffroy de Luxeuil) est un hôtel particulier situé à Besançon, dans le département du Doubs. Son corps de logis et ses bâtiments nobles sont actuellement occupés par l'Agence d'urbanisme Besançon Centre Franche-Comté depuis 2000, tandis que ses soubassements et son sous-sol sont occupés par une chapelle orthodoxe russe fondée par des Russes blancs et sa cour est affectée au domaine public artificiel.

## Localisation
L'édifice est situé au 1, rue du grand Charmont, dans le quartier Battant de Besançon.

## Historique

### L'hôtel aristocratique (XVe–XVIIesiècles)
L'hôtel est construit entre la fin du XVe et le début du XVIe siècle pour Perrin Jouffroy de Luxeuil, un des ancêtres du marquis Jouffroy d'Abbans, aristocrate très influent dans la vie politique bisontine locale et qui fut également un homme de science, étant notamment l'un des précurseurs de la navigation à vapeur.
C'est un ancien hôtel particulier de la haute aristocratie bisontine situé sur les hauteurs du quartier Battant. L'hôtel est construit entre la fin du XVe et le début du XVIe siècle, à une époque où la Franche-Comté (comté de Bourgogne) est sous domination habsbourgeoise espagnole et où Besançon en est la deuxième ville la plus importante après Dole, sa capitale. Il est achevé sous le règne de Charles Quint. Fondé par Perrin Jouffroy de Luxeuil, il a appartenu à la Famille de Jouffroy d'Abans qui était alors la famille aristocratique la plus influente de Besançon et s'illustra dans la carrière des armes, d’abord au service de la maison de Habsbourg, souverains du comté de Bourgogne, puis des rois de France à partir de 1678, date à laquelle les Traités de Nimègue sont signés et la Franche-Comté devient française. 

### Déclassement et déclin (XVIIe–XXesiècles)
Au XVIIe siècle et après l'annexion du comté de Bourgogne (devenu Franche-Comté) au royaume de France par les traités de Nimègue en 1678, la famille de Jouffroy d'Abans perd progressivement une partie de son influence politique et économique sur la ville de Besançon. L'hôtel est alors vendu et devient une auberge, d'abord de bonne réputation : l’Auberge du lion vert puis l’Auberge du mouton noir. Au XVIIIe siècle, à la veille de la Révolution française, l'hôtel devient une pension académique qui reçoit notamment les enfants de la bourgeoisie et de l'aristocratie bisontines en vue de leur éducation. Au XIXe siècle, il devient une auberge, de mauvaise réputation cette fois-ci, avant de finalement tomber à l'abandon et de rester inoccupé durant la seconde moitié du XIXe siècle, la Belle Époque et la Première Guerre mondiale.

### Restauration (XXe–XXIesiècles)
Le sous-sol de l'hôtel est à nouveau investi vers les années 1920 par une communauté de Russes blancs ayant fui le Régime soviétique et devient la chapelle orthodoxe russe Saint-Étienne et Sainte-Marie. Quelques années plus tard, le 25 octobre 1937, l'hôtel fait l’objet d’une inscription officielle au titre des monuments historiques. Il constitue ainsi l'une des plus vieilles inscriptions patrimoniales de la ville, après les forteresses construites par Vauban, classées en 1932. Il s'agit du deuxième hôtel particulier le plus ancien de Besançon, après l'hôtel de Champagney, lui même classé en 1966. Considérablement dégradé au cours du XXe siècle, ses façades extérieures sont intégralement restaurées entre 1989 et 1990 par la Société anonyme immobilière de la Ville de Besançon. La chapelle orthodoxe Saint-Étienne et Sainte-Marie est restaurée entre 1998 et 2000, et conserve sa vocation cultuelle, tandis que le reste du corps principal est investi par les locaux de l'Agence d'urbanisme Besançon Centre Franche-Comté.

## Architecture et décorations
Les fenêtres du rez-de-chaussée donnant sur la rue sont protégées par des grilles ferronées et ouvragées. Toujours sur la rue, l'hôtel possède un vitrail posé sur une fenêtre en forme d'ogive, témoin de la présence d'un oratoire à l'intérieur de l'édifice. La porte d'entrée est décorée par un encadrement à colonnettes, terminé par un pinacle à feuillage.
Au XIXe siècle, un balcon est ajouté à l'étage. Il est ajouré, de style gothique et est soutenu par les sculptures de trois têtes de page.
Dans la cour, l'escalier est abritée par une tour au toit pyramidal.